# Чадамба, Леонид Борандаевич
Леони́д Борандаевич Чадамба́ (18 марта 1918 — 24 апреля 1987) — тувинский поэт, прозаик, детский писатель, переводчик и общественный деятель. Член Союза писателей СССР. Заслуженный деятель культуры Тувинской АССР. Депутат Верховного Совета СССР.

## Биография
Леонид Чадамба родился в местности Хон-Шол в 1918 году. Начальное образование получил в буддийском монастыре, а продолжил его в Тоора-Хемской школе 1-й ступени, Кызылском педтехникуме и областной совпартшколе. Сначала работал учителем, потом стал директором Тувинского НИИ литературы и языка (1945—1951), министром культуры Тувинской АССР, заведующим школьным отделом обкома КПСС, ответственным секретарем республиканского комитета защиты мира, редактором журнала «Улуг-Хем».

## Творчество
Л. Чадамба — первый составитель грамматики тувинского языка для 1-3-х классов, первого тувинского букваря «Ужуглел» (Букварь), учебников для начальной школы «Торээн чугаа» (родная речь 1948, 1950, 1953), «Торээн дыл» (Родной язык); является соавтором и редактором учебников для старших классов. Один из составителей первого «Русско-тувинского словаря» и «Тувинско-русского словаря», «Орфографического словаря тувинского языка»(1953). Первые стихи были опубликованы в 1933 году. Литературную деятельность Чадамба начал в 1941 году. Стихи публиковались в журналах: «Дружба народов», «Огонёк», «Сибирские огни», «Улуг-Хем» и других. Его перу принадлежат поэтические сборники «Счастье» (Аас-кежик), «Голубые реки» (Ак-көк хемнер), «Поколения», «Мои юные друзья» (Бичии өңнүктеримге). Проза Чадамбы представлена повестью «Путешествие» и сборником рассказов и очерков «Оленеводы».
Произведения переведены на 13 языков.
В конце 1940-х годов Чадамба внёс большой вклад в создание первых школьных учебников тувинского языка. Создатель первого букваря тувинского языка «Үжүглел» (Азбука), первых учебников «Родная речь», «Тувинский язык» и других. Соавтор и редактор учебников тувинского языка для старших классов, русско-тувинского словаря.
Перевёл на тувинский язык ряд басен И. А. Крылова и произведений Н. А. Некрасова, стихи других русских поэтов, рассказы А. Т. Кононова и А. С. Серафимовича.

## Награды и звания
- орден Тувинской Народной Республики
- орден Ленина
- орден Трудового Красного Знамени
- медаль «За доблестный труд в Великой Отечественной войне 1941—1945 гг.»
- Заслуженный деятель культуры Тувинской АССР
- медаль К.Ушинского

## Память
- В 2003 году в Кызыле на доме, где жил Леонид Чадамба, была открыта мемориальная доска в память о нём[3].
- В 2010 году в Кызыле на здании института, где работал Леонид Чадамба, была открыта мемориальная доска в память о нём[4].
- В Тыве учреждена премия в области литературы и искусства имени Леонида Чадамба[5].

## Комментарии
1. ↑  Ныне — в Тоджинском кожууне Тувы, Россия.